# I'll Walk with God
I'll Walk with God은 1954년에 출판된 니콜라스 브로드즈스키(Nicholas Brodzsky)의 음악과 폴 프란시스 웹스터(Paul Francis Webster)의 가사로 영화 황태자의 첫사랑(The Student Prince)을 위해 작곡된 인기 곡이다. 영화의 타이틀 캐릭터는 배우 에드먼드 퍼돔(Edmund Purdom)이 더빙된 노래로 연기했다. 테너 마리오 란차(Mario Lanza)가 칼스부르크 왕인 할아버지의 관에서 이 노래를 부른다. 이 노래는 RCA 빅터가 발행한 "The Student Prince" 사운드트랙 앨범에 수록되어 있다.
마리오 란자(Mario Lanza)는 1959년에 이 노래를 스테레오로 다시 녹음했다.
이 노래는 플라시도 도밍고(Placido Domingo), 해리 세콤(Harry Secombe), 마이클 크로포드(Michael Crawford)를 포함한 다른 테너들에 의해 연주되거나 녹음되기도 했다.
또한 고프 리처즈(Goff Richards)가 편곡한 전 세계의 많은 브라스 밴드 콘서트 프로그램에서 찬송가 곡을 대체하는 것으로도 여전히 인기가 있다.